# La Iglesuela del Cid
La Iglesuela del Cid là một đô thị trong tỉnh Teruel, Aragon, Tây Ban Nha. Theo điều tra dân số 2004 (INE), đô thị này có dân số là 501 người.